# Monica Grenness
Monica Grenness (19. februar 1910-?) var en meget alsidig idrætskvinde som vandt det danske mesterskab i hockey som medlem af Københavns Hockeyklub 1926, 1927 og 1928. Københavnsmester i håndbold 1932 med KI. Dansk mester i alpinkombination styrtløb/slalom 1940, Københavnsmester i langrend 1941. Hun var også en af Danmarks bedste orienterigsløbere. Bestyelsesmedlem i Dansk Skiforbund 1940-1941
Monica Grenness var gift med orienteringsløberen Thorbjørn Grenness.